# Кайхосро
Кайхо́сро (груз. ქაიხოსრო; 1 января 1674 — 27 октября 1711) — царь Картли (1709—1711), сын Левана (ок. 1660—1709) и племянник царя Картли Георгия XI. Представитель династии Багратионов.
Отец Кайхосро Леван был секретарем шаха Ирана Солтана Хусейна. Отправив в Картли Георгия XI заместителем, Кайхосро был назначен на должность заместителя секретаря. Его отец Леван вернувшись на родину оставил при дворе шаха, в свою очередь который давал различные поручения. Произошедший в Япаане бунт был подавлен Кайхосро в 1707 году.
Весной 1709 году после гибели своего дяди, картлийского царя Георгия XI, убитого восставшими афганцами в Кандагаре, принц Кайхосро был назначен персидским шахом Солтан Хусейном (1694—1722) новым царем Картли и главнокомандующим иранской армии с передачей под протекторат земель Тебриза и Барда. В ноябре Кайхосро был отправлен шахом в Афганистан на подавление восстания племени гильзаев, обратив в бегство их предводителя Мир Вайса, но в октябре 1711 году во время одного из сражений из-за предательства подчиненных был убит.